# 朝倉景健
朝倉 景健（あさくら かげたけ）は、戦国時代から安土桃山時代にかけての武将。越前国安居城主。後に安居景健（あご / あんご / あぐい かげたけ）と改名した。

## 生涯
越前朝倉氏の家臣・朝倉景隆の末子として誕生。朝倉氏の同名衆のうち、大野郡司、敦賀郡司に次ぐ家柄の出身にあたる。
元亀元年（1570年）頃、父と兄らが相次いで死去したため跡を継ぐ。同年、織田信長が越前に侵攻して来るとこれを防戦し、直後の姉川の戦いに総大将として参陣した。同年9月20日の下坂本の合戦で織田家臣の森可成と信長の弟・織田信治ら750余人を討つという戦果を挙げている。
天正元年（1573年）8月13日の刀根坂の戦いでは奮戦して、主君・朝倉義景を越前へ逃がすことに成功した。しかし、朝倉景鏡の手により義景が滅ぶと信長に降伏し、姓を安居と改め、所領を安堵された。ただし翌天正2年（1574年）7月20日の信長の書状では依然として「朝倉孫三郎」である。越前で一向一揆が起きると一揆方に降伏。天正3年（1575年）、織田軍の越前再侵攻の際には一揆方が劣勢となると織田軍へと再び叛意し、一揆の指揮官であった下間頼照・下間頼俊らの首を持参して信長に許しを乞うたが認められず、信長の命を受けた向久家により自害させられた。このすぐ後に景健の家臣である金子新丞父子・山内源右衛門の3名が追腹を切り殉死したという（『信長公記』）。

## 登場作品
- 信長 KING OF ZIPANGU（1992年、演：門田俊一）
- 激突！合戦将棋～姉川の戦い～ （2023年、演：田中要次）